# تابع مثلثی

تابع مثلثی

تابع مثلثی (یا تابع کلاه یا تابع مثلث) به صورت زیر تعریف می‌شود:
{\displaystyle \wedge (t)={\begin{cases}1-|t|,&|t|<1\\0,&{\text{else}}\end{cases}}}
هم‌چنین می‌توان این تابع را به‌صورت کانولوشن تابع مستطیلی در خودش تعریف کرد:
{\displaystyle \wedge (t)=\Pi (t)\star \Pi (t)=\int _{-\infty }^{+\infty }\Pi (\tau )\Pi (t-\tau )\,d\tau }
بنابراین این تابع را می‌توان به صورت تابع شیب (انتگرال تابع پلهٔ واحد) نیز نمایش داد:
{\displaystyle \wedge (t)=u_{-2}(t-1)-2u_{-2}(t)+u_{-2}(t+1)}
این تابع در پردازش سیگنال و سیستم‌های مخابراتی از اهمیت بالایی برخوردار است.

## تبدیل فوریه
تبدیل فوریه‌ی این سیگنال، مربع تابع سینک است. این امر را می‌توان هم از تعریف تبدیل فوریه و هم از خاصیت کانولوشن آن به دست آورد:
{\displaystyle {\mathcal {F}}\{\wedge (t)\}={\mathcal {F}}\{\Pi (t)\star \Pi (t)\}={\mathcal {F}}\{\Pi (t)\}\times {\mathcal {F}}\{\Pi (t)\}=sinc^{2}(f)}